# Lanny Poffo
Lanny Mark Poffo (* 28. Dezember 1954 in Calgary, Alberta; † 2. Februar 2023), besser bekannt als „Leaping“ Lanny und The Genius war ein US-amerikanischer Wrestler und Dichter.

## Karriere

### Jugend/Anfänge
Poffo wurde als Sohn des italo-amerikanischen Wrestlers Angelo Poffo und Judy, einer US-amerikanischen Jüdin, geboren. Er wuchs in Downers Grove, Illinois auf und ist der Bruder von „Macho Man“ Randy Savage.
Sein Debüt hatte er 1972. Poffo trat zunächst in verschiedenen Territorien der National Wrestling Alliance (NWA) an und durfte dort einige Titel erringen.

### International Championship Wrestling/World Wrestling Federation
Ende der 1970er/Anfang der 1980er trat er für seinen Vater bei International Championship Wrestling an (ICW) an, die zur damaligen Zeit ebenfalls zur NWA gehörte. In der World Wrestling Federation wurde er als Jobber eingesetzt, bis er als „The Genius“ den Manager von Mr. Perfect und den Beverly Brothers spielte. Laut Storyline hatte er eine Fehde gegen Hulk Hogan und Brutus Beefcake, in deren Verlauf er Hulk Hogan besiegen durfte. Sowohl als „Leaping“ Lanny Poffo als auch als „The Genius“ schrieb und zitierte er Gedichte vor dem Match.
Im Anschluss trat er in den Talkshows Live with Regis and Kathie Lee und The Jonathan Ross Show auf.
1995 wechselte er zu World Championship Wrestling, wurde dort jedoch nie eingesetzt und beendete vorläufig seine Wrestlingkarriere. Später wurde er wieder aktiv und trat für verschiedene Independent-Promotionen auf. Bei einer Wrestle-Reunion-Show in Tampa, Florida besiegte er 2005 „The Royal Stud“ Adam Windsor.

### Nach der Wrestlingkarriere
Poffo veröffentlichte mehrere Bände mit Gedichten und Limericks, die zumeist von Drogen- und Alkoholabhängigkeit handeln und sich vor allem an Kinder und Jugendliche richten. Er war außerdem Antiraucher und verfasste ein Buch mit dem Titel Limericks from the Heart and Lungs! über diese Thematik. Er arbeitete zudem als Schuldenberater und Motivationstrainer.
Im Gegensatz zu seinem Bruder Randy Savage hatte Poffo stets ein gutes Verhältnis zu World Wrestling Entertainment. 2007 schrieb er ein Gedicht für das Aufeinandertreffen von Vince McMahon und Donald Trump bei WrestleMania 23, das als „Battle of the Billionaires“ vermarktet wurde.

## Erfolge

### Titel
- National Wrestling Alliance

- 1× NWA Gulf Coast Tag Team Champion mit Randy Savage
- 1× ICW Southeastern Heavyweight Champion
- 4× ICW World Heavyweight Champion
- 4× ICW United States Tag Team Champion 3× mit George Weingeroff und 1× mit Mike Doggendorf1
- 3× NWA World Tag Team Champion (Detroit version) 2× mit Angelo Poffo und 1× mit Chris Colt
- 1× NWA Mid-America Heavyweight Champion
- 1× NWA Mid-America Tag Team Champion mit Bobby Eaton

- Atlantic Grand Prix Wrestling

- 1× AGPW International Heavyweight Champions

### Auszeichnungen
- Pro Wrestling Illustrated

- Platz 350 der besten Einzelwrestler der „PWI Years“ 1993

1Die ICW United States Tag Team Championship wird in einigen Veröffentlichungen auch ICW World Tag Team Championship genannt.

## Privates
Poffo hatte mit seiner Exfrau eine Tochter und lebte zuletzt in Largo, Florida.